# Batalla de Romny
La batalla de Romny fue una serie de enfrentamientos que duró entre el 18 al 31 de marzo de 2022 en la ciudad de Romny, raión homónimo, en la Óblast de Sumy, como parte de la invasión rusa de Ucrania de 2022.

## Desarrollo

### Enfrentamientos
El eje de penetración de la autopista H07 a Kiev pasa por Romny viniendo de Kursk y Sumy.
En la noche del 24 de febrero, una columna rusa llegó desde Nedrigaïlev (este) y desde el norte (Konotop) y se dirigió hacia la ciudad.
El 1 de marzo en el pueblo de Belovody, el ejército ruso ocupó granjas de cría, una de las cuales estaba completamente ocupada. Esta es la empresa del criador Druzhba-Nova de Kernel. Hay una gran concentración de equipos rusos cerca de esta granja. Los empleados fueron hechos prisioneros. Las fuerzas rusas reforzaron el perímetro con puestos de ametralladoras y francotiradores rusos en los tejados. En el pueblo de Bobryk, el ejército ruso instaló un puesto de control, saqueó una tienda y dos granjas. otro puesto de control en Korovintsy. En Pustoviïtivka, aviones ucranianos destruyeron un puesto de control ruso. Con la ayuda de Bayraktar TB2, 80 unidades de equipos rusos fueron destruidas, la mitad de ellas por granizo. Romny está enteramente controlado por la defensa territorial ucraniana.
Los soldados rusos huyeron, abandonando su equipo en el pueblo Chemodanovka.
Según la lista publicada el 4 de marzo en la Oficina del Presidente de Ucrania, Romny fue incluida en las áreas que requieren corredores humanitarios. Este es el resultado de la segunda ronda de conversaciones entre Ucrania y Rusia, donde llegaron a un acuerdo sobre corredores humanitarios. De los ocho raiones de la óblast de Sumy, se han identificado los siguientes: Sumy, Shostka, Romny, Konotop y Ojtirka.
En la aldea Belovodskoye del distrito de Romensky, las tropas rusas colocaron 225 unidades de equipo pesado y artillería en el granjero Druzhba-Nova MHP. No dejan entrar a nadie. El área en dirección a Lypova Dolyna está completamente bloqueada, en el pueblo de Kolisnyky (distrito de Romensky) minaron las carreteras y establecieron un puesto de control. La dirección a Nedrigailov y Vilchany está bajo el control del gobierno de Ucrania.
Tres de los cuatro rehenes ucranianos que fueron hechos prisioneros en el MHP lograron ser liberados, dijo el jefe de administración del distrito de Romen, Denis Vashchenko. Una persona está todavía en cautiverio.
“Me gustaría agradecer a estas personas que están defendiendo hoy con sus propias manos. Estoy extremadamente agradecido. Y nadie va a abandonar estas ciudades. Quiero decirle a toda la escoria”, dijo el jefe de RVA4.
En la ciudad de Romny, los soldados rusos parados en la carretera en la tarde del 5 de marzo dispararon contra una gasolinera con combatientes de defensa territorial que intentaban detener una columna enemiga. Un combatiente murió y dos resultaron heridos.
También en la tarde del 5 de marzo, el ejército ruso, de pie en una columna en la carretera, destruyó dos automóviles civiles. Los autos conducían hacia Sumy. Sucedió cerca del pueblo Pustoviytivka. Un automóvil era un taxi que transportaba a una madre y su hijo de 17 años. El taxista murió en el lugar, la mujer y su hijo fueron hospitalizados. Una ambulancia pudo llegar a ellos, pero las tropas rusas no lo permitieron durante mucho tiempo. Según los últimos datos, el conductor del segundo automóvil está vivo.
En el distrito de Romensky en la tarde del 5 de marzo, los aviones de las fuerzas armadas trabajaron en la columna enemiga. Se está aclarando el número de sus pérdidas, dijo el jefe de la administración militar regional Dmytro Zhyvytskyi.
En la noche del 5 al 6 de marzo, se escucharon cuatro disparos de un arma pesada en el pueblo de [Pustoviytivka]. No hubo víctimas. También, por la noche, se escucharon disparos de ametralladoras en Romny. Como resultado, una bala impactó en la subestación, hubo un cortocircuito y las luces de la ciudad se apagaron. El 6 de marzo intentaron restaurarlo. También en la noche del 5 al 6 de marzo, el ejército ruso saqueó una granja avícola en Vilchan. Había alrededor de 100.000 aves. El ejército ruso incluso robó bombillas y cables, rompió puertas con tanques y destruyó computadoras. El guardia de seguridad, que estaba en la granja avícola en ese momento, sobrevivió. La pérdida estimada para la empresa es de más de un millón de Grivnas:

Lo más doloroso que le pasó a nuestro bebé fueron los pollos que protegimos con tanto empeño en un momento tan difícil. Los invasores los sacaron de las jaulas y abrieron todas las puertas de los edificios en una noche fría. Aprendieron a recolectar huevos y a romper la jaula”, dijo el empresario”.

Según el jefe de la administración estatal del distrito de Romen, Denys Vashchenko, el camino de Romen a Lójvitsia o Piriatin estaba controlado por tropas ucranianas.
En la mañana del 11 de marzo, los residentes del raión de Romny, cerca de una de las aldeas, notaron un grupo de personas sospechosas con uniformes militares en el campo. La policía junto con representantes de la defensa territorial respondieron a la llamada y arrestaron a 29 militares de la Federación Rusa. Como explicó el ejército ruso, siguieron el mapa hasta la frontera. Todos ellos fueron trasladados a las autoridades correspondientes, donde conocerán todas las circunstancias en las que llegaron al territorio del distrito de Romensky.·
El 12 de marzo, los corredores verdes operaron en el raión de Sumy para evacuar a la población a Poltava, pasando por Romny desde Sumy, Trostianets, Konotop, Lebedin, Velyka Pisarivka y Krasnopillya. También era posible salir de Romny desde la plaza central del pueblo. Los autobuses fueron diseñados para mujeres con niños, mujeres embarazadas y ancianos. Los voluntarios se sumaron a esta columna en sus propios autos. Luego la columna fue a Andriyashivka, Lójvitsia, Lubny y Poltava.

### Corredores para civiles
Los corredores humanitarios se abrieron en la región de Sumy el 18 de marzo a partir de las 9 a. m. Las columnas de Romny pasaron de las comunidades de Trostianets, Krasnopillya, Sumy, Lebedin y Konotop.
Según el Estado Mayor de las Fuerzas Armadas de Ucrania, a las 12:00 del 19 de marzo, las unidades del 1.er Ejército Panzer de Rusia no llevaron a cabo operaciones ofensivas activas en dirección a Sumy y Ojtirka. Se concentraron en bloquear la ciudad de Sumy. También intentaron prepararse para operaciones ofensivas en dirección a los asentamientos de Trostianets, Ojtirka, Poltava y parte de las fuerzas, en Priluki y Kiev. Por las fuerzas de divisiones separadas del Distrito Militar Central, el enemigo intentó operar en el área de Nedrigáilov y Romnov.